# Copa Federação Maranhense de Futebol
La Copa Federação Maranhense de Futebol (Más conocida como Copa FMF) es un torneo realizado por la Federación Maranhense de Fútbol para indicar uno de los representantes del estado en la Copa de Brasil o en la Serie D del Campeonato brasileño. El torneo se realiza en el segundo semestre y cuenta con los equipos de fútbol del estado que no disputa ninguna división del Campeonato Brasileño.
El torneo tuvo varios nombres durante su existencia, como Taça Cidade de São Luís entre 1967 y 2009, Copa União do Maranhão entre 2010 y 2012 y Copa São Luis en 2013. Después de un período de pausa, en 2018 la competencia volvió, pasando a tener su nombre actual.

## Palmarés
| Año                     | Campeón             | Subcampeón          |                     |
| ----------------------- | ------------------- | ------------------- | ------------------- |
| Taça Cidade de São Luís |                     |                     |                     |
| 1967                    | Maranhão            |                     |                     |
| 1968                    | Maranhão            |                     |                     |
| 1969                    | Maranhão            |                     |                     |
| 1970                    | Maranhão            |                     |                     |
| 1971                    | Maranhão            |                     |                     |
| 1972                    | Moto Club           |                     |                     |
| 1973                    | Sampaio Corrêa      |                     |                     |
| 1974                    | Ferroviário         |                     |                     |
| 1975                    | Maranhão            |                     |                     |
| 1976                    | Sampaio Corrêa      |                     |                     |
| 1977                    | No hubo competición | No hubo competición | No hubo competición |
| 1978                    | Moto Club           |                     |                     |
| 1979                    | Maranhão            |                     |                     |
| 1980                    | Maranhão            |                     |                     |
| 1981                    | Moto Club           |                     |                     |
| 1982                    | Moto Club           |                     |                     |
| 1983                    | Sampaio Corrêa      |                     |                     |
| 1984                    | Sampaio Corrêa      |                     |                     |
| 1985                    | Moto Club           |                     |                     |
| 1986                    | No hubo competición | No hubo competición | No hubo competición |
| 1987                    | Maranhão            |                     |                     |
| 1988                    | Imperatriz          |                     |                     |
| 1989                    | Maranhão            |                     |                     |
| 1990                    | Sampaio Corrêa      |                     |                     |
| 1991                    | Bacabal             | Moto Club           |                     |
| 1992                    | No hubo competición | No hubo competición | No hubo competición |
| 1993                    | Moto Club           | Sampaio Corrêa      |                     |
| 1994 a 2001             | No hubo competición | No hubo competición | No hubo competición |
| 2002                    | Sampaio Corrêa      |                     |                     |
| 2003                    | Moto Club           | Santa Inês          |                     |
| 2004                    | Moto Club           | Maranhão            |                     |
| 2005                    | No hubo competición | No hubo competición | No hubo competición |
| 2006                    | Maranhão            | Imperatriz          |                     |
| 2007                    | Sampaio Corrêa      | Imperatriz          |                     |
| 2008                    | Bacabal             | Sampaio Corrêa      |                     |
| 2009                    | Sampaio Corrêa      | IAPE                |                     |
| Copa União do Maranhão  |                     |                     |                     |
| 2010                    | IAPE                | JV Lideral          |                     |
| 2011                    | Sampaio Corrêa      | Santa Quitéria      |                     |
| 2012                    | Sampaio Corrêa      | Maranhão            |                     |
| Copa São Luís           |                     |                     |                     |
| 2013                    | Sampaio Corrêa      | Maranhão            |                     |
| 2014 a 2017             | No hubo competición | No hubo competición | No hubo competición |
| Copa FMF                |                     |                     |                     |
| 2018                    | Maranhão            | Pinheiro            |                     |
| 2019                    | Juventude           | Maranhão            |                     |
| 2020                    | Cancelado           | Cancelado           |                     |
| 2021                    | Tuntum              | Juventude           |                     |
| 2022                    | Tuntum              | Maranhão            |                     |
| 2023                    | Cancelado           | Cancelado           |                     |

## Títulos por equipo
| Club           | Títulos | Años campeón                                                          |
| -------------- | ------- | --------------------------------------------------------------------- |
| Maranhão       | 12      | 1967,1968, 1969, 1970, 1971, 1975, 1979, 1980, 1987, 1989, 2006, 2018 |
| Sampaio Corrêa | 11      | 1973, 1976, 1983, 1984, 1990, 2002, 2007, 2009, 2011, 2012, 2013      |
| Moto Club      | 8       | 1972, 1978, 1981 1982, 1985, 1993, 2003, 2004                         |
| Bacabal        | 2       | 1991, 2008                                                            |
| Tuntum         | 2       | 2021, 2022                                                            |
| IAPE           | 1       | 2010                                                                  |
| Juventude      | 1       | 2020                                                                  |
| Imperatriz     | 1       | 1988                                                                  |
| Ferroviário    | 1       | 1974                                                                  |